# Chamisso-Preis/Hellerau
Der Chamisso-Preis/Hellerau ist ein deutscher Literaturpreis, der seit 2018 von einem Bündnis aus Vereinen, Unternehmen und Kulturakteuren in Dresden vergeben wird.
Der Preis ist seit 2022 mit 5000 Euro dotiert und soll „herausragende Beiträge zur Gegenwartsliteratur von Autoren würdigen, die aus einem persönlichen Sprach- oder Kulturwechsel heraus neue literarische Antworten auf den Wandel der globalisierten Welt geben.“
Der Name des Preises nimmt Bezug auf den Dresdner Stadtteil Gartenstadt Hellerau, zu Anfang des 20. Jahrhunderts ein Zentrum von kultureller Reformbemühung und Experimenten neuer Lebensgestaltung, und auf den deutschen Naturforscher und Dichter Adelbert von Chamisso.
Erste Preisträgerin war 2018 die Argentinierin María Cecilia Barbetta mit ihrem Roman Nachtleuchten. Sie zeige „das Umschlagen gesellschaftlicher Stimmungen“ und „mit allen Finessen der deutschen Sprache die Hoffnungen und Befürchtungen der kleinen Leute“ im direkten Vorfeld des Militärputsches von 1976 in Buenos Aires, lautete die Jury-Begründung.
Der zweite Preisträger war 2019 der tschechische Schriftsteller Jaroslav Rudiš für seinen ersten Roman in deutscher Sprache Winterbergs letzte Reise.
2020/21 wurde den Autoren Franco Biondi, Carmine Gino Chiellino und Francesco Micieli der Chamisso-Preis in Form einer Ehrengabe verliehen.

## Preisträger
- 2018: María Cecilia Barbetta
- 2019: Jaroslav Rudiš
- 2020/21: Franco Biondi, Carmine Gino Chiellino, Francesco Micieli
- 2022: Katerina Poladjan[3]
- 2023: Iris Wolff